# Huwelijksaanzoek

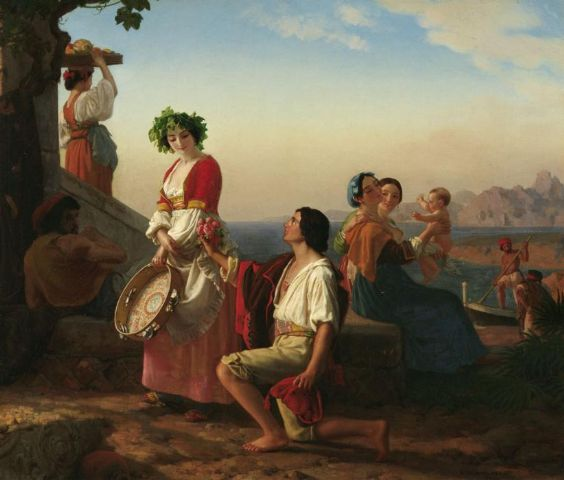
De liefdesverklaring van Friedrich August Bouterwek

Koekplank voor het maken van een speculaaspop van Sinterklaas, 18e eeuw
De Sint was ook een ‘hylicksman’; niet zozeer een goedheilig man als wel een huwelijksmakelaar (jonge mensen gaven hun geliefde met Sint-Nicolaas een speculaaspop, als deze werd aangenomen was de liefde wederzijds)

Een huwelijksaanzoek is een voorstel tot het aangaan van een huwelijk, gedaan door de ene partner aan de ander. Bij een heterohuwelijk is het traditiegetrouw doorgaans de man die een aanzoek doet aan de vrouw. Meestal doet hij dat met een ring of met een roos of een andere mooie bloem. Het doen van een aanzoek is de afgelopen decennia in sommige Westerse landen minder populair geworden en vervangen door informeel overleg, mede doordat binnen sommige kringen een huwelijk vaak het vervolg is op een soms jarenlange periode van ongehuwd samenwonen.
De laatste jaren lijkt het doen van een aanzoek weer terug in de belangstelling. Menige trouwlustige stelt zich er een eer in hier op originele dan wel spectaculaire wijze vorm aan te geven. Zo worden er vliegtuigjes gehuurd met reclameboodschappen ("..., wil je met me trouwen? ..."). Ook worden er uitjes georganiseerd naar romantische bestemmingen, of in een luchtballon, zodat bij een fraai uitzicht het verzoek kan worden uitgesproken. Tijdens shows en concerten kan het zelfs voorkomen dat er een huwelijksaanzoek op het podium wordt gedaan voor het grote publiek.